# Olivet (Mayenne)
Olivet è un comune francese di 428 abitanti situato nel dipartimento della Mayenne nella regione dei Paesi della Loira.

## Società

### Evoluzione demografica
Abitanti censiti